# والدکپل
شهر والدکپل (به آلمانی: Waldkappel) در ایالت هسن در کشور آلمان واقع شده‌است.